# Thomas Hall
Thomas Hall (n. 21 februarie 1982, Montréal, provincia Québec, Canada) este un canoist ce a reprezentat Canada, medaliat olimpic. A participat la o ediție a Jocurilor Olimpice (2008) în care a câștigat o medalie de bronz.

## Participări
Lista de mai jos prezintă principalele competiții la care a participat Thomas Hall de-a lungul carierei.
- canoeing at the 2008 Summer Olympics – men's C-1 1000 metres[*]